# Loris Capirossi
Loris Capirossi (Castel San Pietro Terme, 4 aprile 1973) è un pilota motociclistico italiano ritiratosi dall'attività agonistica.
Soprannominato Capirex, è vincitore del campionato del mondo della classe 125 nel 1990 e nel 1991, e della classe 250 nel 1998; con il successo del '90 è inoltre il più giovane pilota ad avere conquistato — a 17 anni e 165 giorni — il titolo iridato nella storia del motomondiale.

## Biografia
È sposato dal 2002 con Ingrid Tence, dalla quale, nell'aprile 2007, ha avuto un figlio. Nello stesso anno è rimasto coinvolto in un incidente stradale, costato la vita a un ciclista, per il quale è stato assolto da ogni responsabilità.
Nel 2005 Capirossi ha avuto problemi con il fisco italiano a causa della sua residenza nel Principato di Monaco, venendo definitivamente assolto in Cassazione nel 2015.
Ha fatto parte del Gruppo Sportivo Fiamme Oro, società sportiva della Polizia di Stato, e grazie a ciò ha effettuato il servizio di scorta sulla moto in diverse edizioni del Giro d'Italia.

## Carriera

### Esordi
Come molti piloti si appassiona di moto in tenera età. Sale sulle prime moto da fuoristrada quando ha appena quattro anni, affinando l'arte della regolazione e preparazione del mezzo. È però la pista a interessarlo veramente e disputa la prima stagione di gare di velocità nel 1987, alla guida di una Honda NS125, arrivando sesto nel campionato italiano Sport Production.
L'anno dopo arriva nono nel campionato Italiano 125 GP in sella a una Mancini TM; nella stessa classe, nel 1989 con una Honda si piazza al quarto posto assoluto nel campionato Europeo, conquistando tre gare in attesa del debutto sulla scena mondiale. Nonostante la minore età decise infatti, d'accordo con la famiglia, di fare il grande passo nel motomondiale.
Esordì nel motomondiale nel 1990 nella classe 125 in sella a una Honda RS125R del team Pileri, vincendo il mondiale all'esordio, ottenendo tre vittorie (Gran Bretagna, Ungheria e Australia), tre secondi posti (Austria, Jugoslavia e Belgio), due terzi posti (Nazioni e Germania Ovest) e 182 punti nella classifica generale.

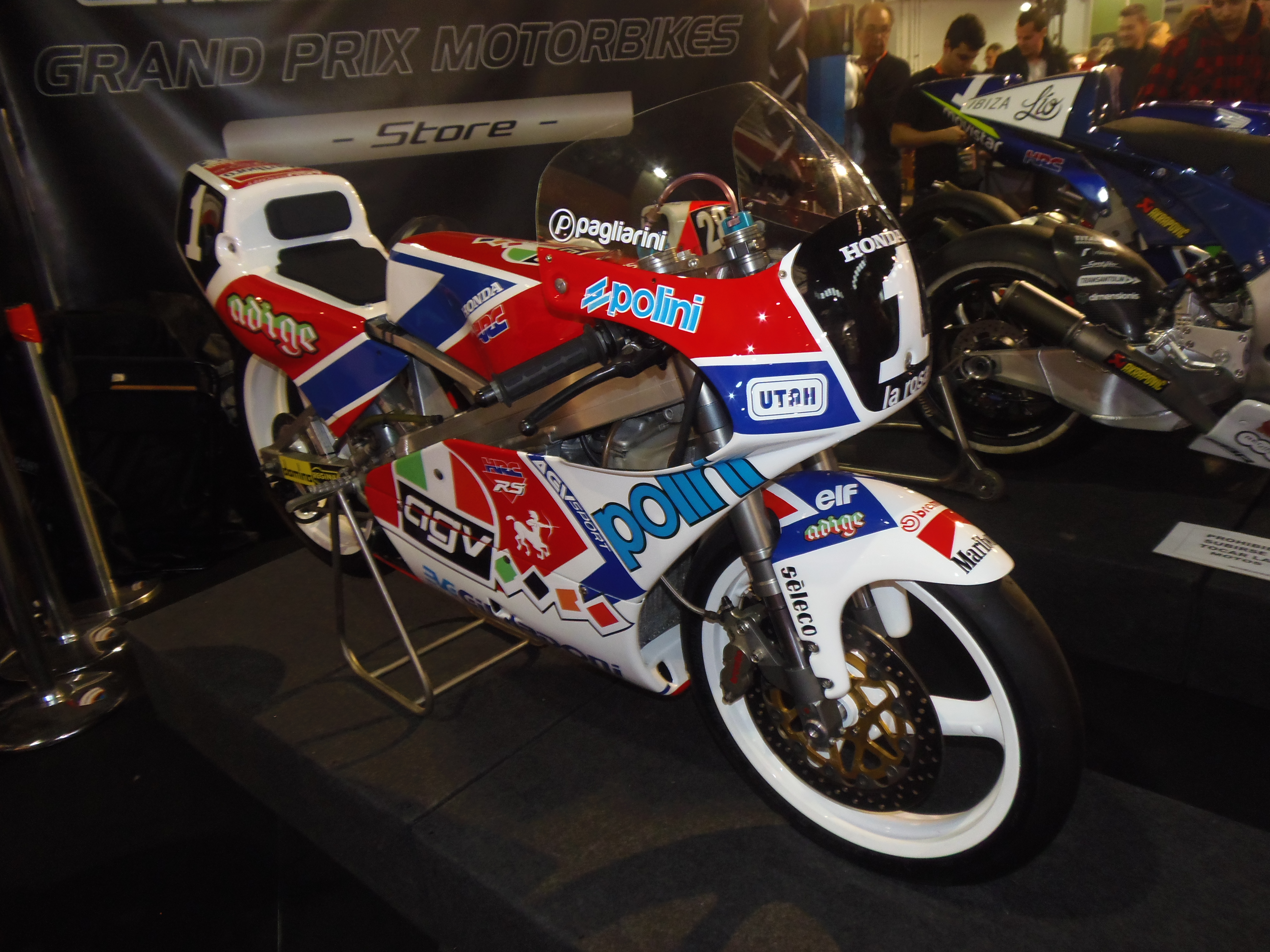
La Honda RS125R con la quale Capirossi si riconfermò iridato nella ottavo di litro nel 1991

L'anno dopo (stessa moto e stesso team) vinse in maniera ancora più netta: 5 gran premi (Australia, Europa, Francia, Gran Bretagna e Malesia), cinque secondi posti (Italia, Germania, Olanda, San Marino e Cecoslovacchia), due terzi posti (Giappone e Spagna), cinque pole position (Australia, Germania, Paesi Bassi, Gran Bretagna e Cecoslovacchia) e 200 punti nella classifica finale (secondo arrivò Fausto Gresini con 181 punti). A soli 18 anni, Capirossi poteva già fregiarsi di due titoli mondiali.

### Il titolo nella 250 e primi anni in classe 500
Nel 1992 passò alla classe 250, sempre con la Honda, ma con una moto in versione clienti: ottenne solo 27 punti e la dodicesima posizione finale, cogliendo come miglior piazzamento un 5º posto al Gran Premio del Sudafrica. L'anno seguente fu più competitivo: arrivò primo in tre gare (Olanda, San Marino e Stati Uniti d'America) e rimase in lotta per il titolo sino all'ultima corsa, chiudendo il campionato al secondo posto ad appena quattro punti (197 a 193) da Tetsuya Harada, incappando in un fuori pista causato da una scelta errata degli pneumatici; nel corso della stagione ottenne anche quattro secondi posti (Austria, Germania, Gran Bretagna e Italia) e sette pole position (Australia, Malesia, Paesi Bassi, Gran Bretagna, Repubblica Ceca, Stati Uniti d'America e FIM).
Nel 1994 si aggiudicò quattro corse (Austria, Germania, Francia e Gran Bretagna) ma niente poté fare contro lo strapotere di Max Biaggi, che vinse il primo dei suoi quattro titoli consecutivi nella categoria. Inoltre a poche gare dalla fine, quando sembrava ancora in lizza per il titolo, incappò in una grave caduta che gli procurò la frattura di un polso e condizionò pesantemente le ultime gare rimaste, concludendo l'anno in terza posizione con 199 punti; nel corso della stagione ottenne anche due secondi posti (Giappone e Europa), tre terzi posti (Australia, Malesia e Italia) e cinque pole position (Australia, Spagna, Germania, Gran Bretagna e Argentina).
Nel 1995 decise di passare nella classe regina, la 500, con una Honda NSR 500. In quell'anno ottenne solo un podio (terzo posto in Catalogna) e nessun altro risultato di rilievo, classificandosi alla fine sesto con 108 punti. Decise pertanto di aderire al progetto Yamaha, con cui nel 1996 vinse la sua prima gara nella 500 (in Australia, a Eastern Creek); nel corso della stagione ottenne anche un terzo posto in Indonesia. Non riuscì però a essere mai in lizza per il titolo e di conseguenza scelse di tornare in 250. Nel 1997 su Aprilia arrivò sesto con 116 punti, ottenendo tre terzi posti (in Italia, Paesi Bassi e Gran Bretagna) e una pole position (in Gran Bretagna).

Da destra: Capirossi festeggia la sua vittoria a Imola nel 1999 insieme al secondo classificato Valentino Rossi.

Nel 1998 vinse il titolo della classe 250 con 224 punti (grazie alle due vittorie in Spagna e in Gran Bretagna, a quattro secondi posti in Repubblica Ceca, Imola, Australia e Argentina, a tre terzi posti in Francia, Madrid e Catalogna, più otto pole position), superando in classifica i compagni di squadra Valentino Rossi e Tetsuya Harada, quest'ultimo l'unico sino alla fine in grado di portargli via la prima posizione. All'ultima curva dell'ultimo giro del Gran Premio decisivo, quello d'Argentina, Capirossi fece un sorpasso su Harada, incappando in un inevitabile contatto dal quale l'italiano ebbe la meglio; Capirossi era così campione del mondo. Il pilota giapponese lo accusò nell'occasione di comportamento antisportivo in pista; in particolare Harada sostenne che Capirossi fece di tutto per farlo cadere allo scopo di vincere il titolo mondiale. Con la stessa accusa l'Aprilia interruppe bruscamente il contratto che la legava a Capirossi anche per l'anno successivo.
La casa di Noale venne citata in causa e tutto sfociò in una lunga questione legale, alla conclusione della quale il pilota italiano fu dichiarato innocente e non furono presi provvedimenti nei suoi confronti, confermando la classifica finale che lo vedeva campione del mondo; l'Aprilia dovette inoltre riconoscergli una cifra pari a 1,5 milioni di euro per chiudere la controversia. La situazione portò l'anno successivo Capirossi a gareggiare con la Honda RS250RW del team Elf Axo Honda Gresini di Fausto Gresini.
Nel 1999 il titolo iridato della 250 passa a Valentino Rossi (in sella a un'Aprilia) mentre Capirossi chiude terzo con 209 punti, ottenendo tre vittorie (Malesia, Paesi Bassi e Imola), due secondi posti (Gran Bretagna e Germania), quattro terzi posti (Giappone, Spagna, Comunità Valenciana e Brasile) e due pole position (Gran Bretagna e Sudafrica).

### 500 e MotoGP

#### Il rilancio con Pons

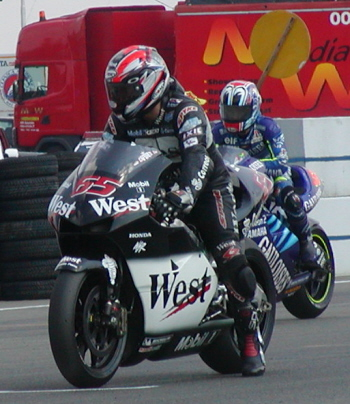
Capirossi sulla griglia di Brno nel 2002, in sella alla Honda NSR 500 del Team West Pons.

La stagione 2000 pareva iniziare sotto i peggiori auspici per Capirossi. Intenzionato a tornare in 500, il pilota emiliano era tuttavia alle prese con gli strascichi di un 1999 grossomodo deludente, con la mancata riconferma iridata nella quarto di litro che aveva portato alla separazione con Gresini e, di fatto, a non ricevere offerte per l'anno seguente, paventandone perfino l'appiedamento. Grazie all'interesse di Carlo Pernat, suo direttore sportivo negli anni a Noale e da qui in avanti suo manager per il resto della carriera, si arrivò a un'unione d'intenti con Pons Racing, squadra che a sua volta non stava vivendo una situazione florida: attraverso i suoi buoni uffici presso la filiale spagnola di Honda, Sito Pons ottenne una vecchia NSR 500 in versione clienti da affidare a Capirossi, il quale a sua volta rinunciò allo stipendio facendo affidamento solo sui suoi sponsor personali.
Con queste premesse, il campionato che ne seguì si rivelò discontinuo per l'italiano, che perse il confronto interno con il compagno di squadra Alex Barros e chiuse al settimo posto della graduatoria generale con 154 punti. Conquistò comunque la vittoria al Gran Premio d'Italia, sfruttando le cadute dei rivali Biaggi e Rossi, e nel corso della stagione ottenne anche un secondo posto in Australia e due terzi posti in Sudafrica e Olanda, in quest'ultimo caso facendo registrare la sua unica pole position dell'anno: proprio ad Assen, peraltro, visse quella da lui descritta come «l'emozione più forte della vita, la cosa più bella che abbia mai fatto», riuscendo stoicamente a salire sul podio nonostante, in una caduta nel warm up di poche ore prima, si fosse rotto la mano sinistra.
I risultati di Barros e Capirossi, ad ogni modo ben al di sopra delle aspettative della vigilia, giovarono al team Pons che per il 2001 si assicurò la sponsorizzazione West con cui poter mettere in pista una moto al livello delle prime posizioni della griglia. Pur senza vincere nessun Gran Premio, quell'anno l'emiliano si dimostrò molto più costante e competitivo, riuscendo a conquistare nove podi: quattro volte secondo (Sudafrica, Italia, Portogallo e Malesia) e cinque volte terzo (Catalogna, Paesi Bassi, Repubblica Ceca, Pacifico e Australia), più quattro pole position (Giappone, Paesi Bassi, Pacifico e Malesia). Lottando al vertice per tutto l'arco della stagione, terminò il campionato al terzo posto, dietro ai connazionali Rossi e Biaggi, a quota 210 punti.
Con l'inizio dell'éra MotoGP, Capirossi non poté inizialmente beneficiare dei nuovi prototipi a quattro tempi, rimanendo con le vecchie 500 a due tempi, così nel 2002 arrivò solo ottavo in classifica generale con 109 punti; un brutto risultato mitigato solo in parte dalla soddisfazione di essere stato, grazie alle sue capacità, uno dei pochi piloti in sella alle mezzo litro, con Barros e Olivier Jacque, in grado di essere competitivo contro le ben più prestazionali 1000 cm³. Nel corso della stagione ottiene due terzi posti nei Gran Premi del Sudafrica e del Pacifico – quest'ultimo, rimasto l'ultimo podio di una moto a due tempi in top class –, ma è costretto a saltare gli appuntamenti in Gran Bretagna e Germania a causa di una frattura al polso destro rimediata ad Assen.

#### Gli anni in Ducati

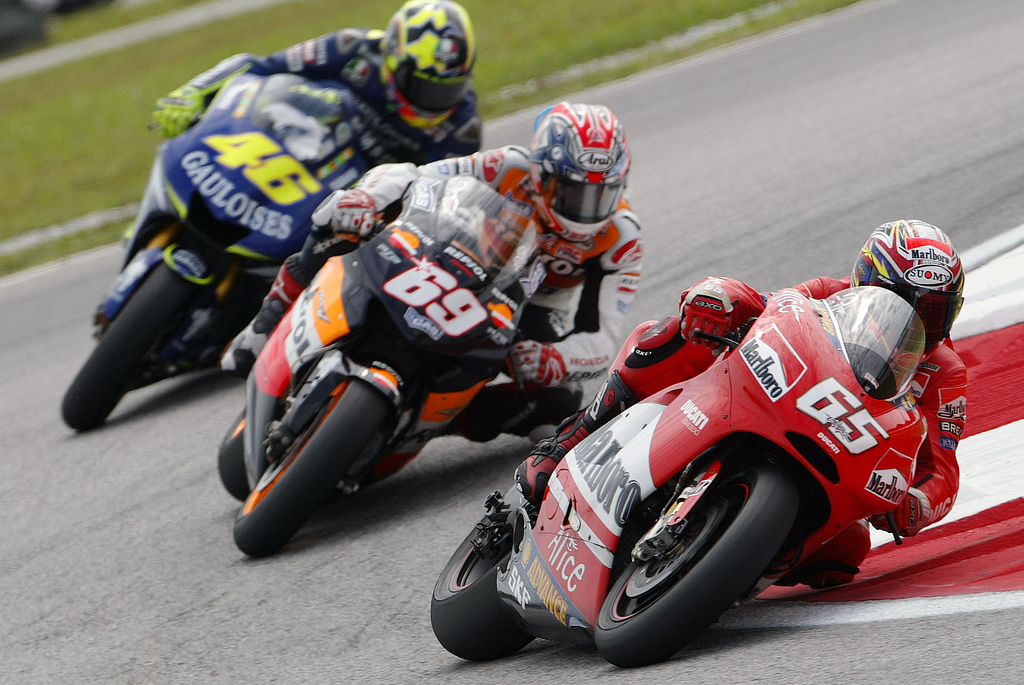
Capirossi in Malesia nel 2005, alla guida della Ducati Desmosedici, davanti a Nicky Hayden (Honda RC211V) e Rossi (Yamaha YZR-M1).

Nel 2003 lascia la Honda per mettersi in sella alla Ducati Desmosedici, con compagno di squadra Troy Bayliss, con cui esordì in Giappone con un terzo posto. Arrivarono altri podi, ma vinse solo sul circuito di Catalogna, la pista di Barcellona dove fu il primo pilota italiano su moto italiana a vincere un GP dal 1976. In classifica generale chiuse quarto la stagione con 177 punti, stabilendo durante l'anno anche il primato per la più alta velocità di punta registrata in pista. Gli altri podi furono: secondo posto in Italia e Australia, terzo posto in Portogallo e Comunità Valenciana. Ha ottenuto anche tre pole position (Spagna, Paesi Bassi e Portogallo).
A differenza della stagione precedente, nel 2004 non arrivarono vittorie o altri risultati eclatanti, a causa di una Ducati che, in crisi con le coperture Michelin, perse il bandolo della matassa circa lo sviluppo della moto. Il pilota romagnolo ottenne solo un podio nell'arco del campionato, il terzo posto in Australia, e dovette accontentarsi della nona piazza finale con 117 punti.

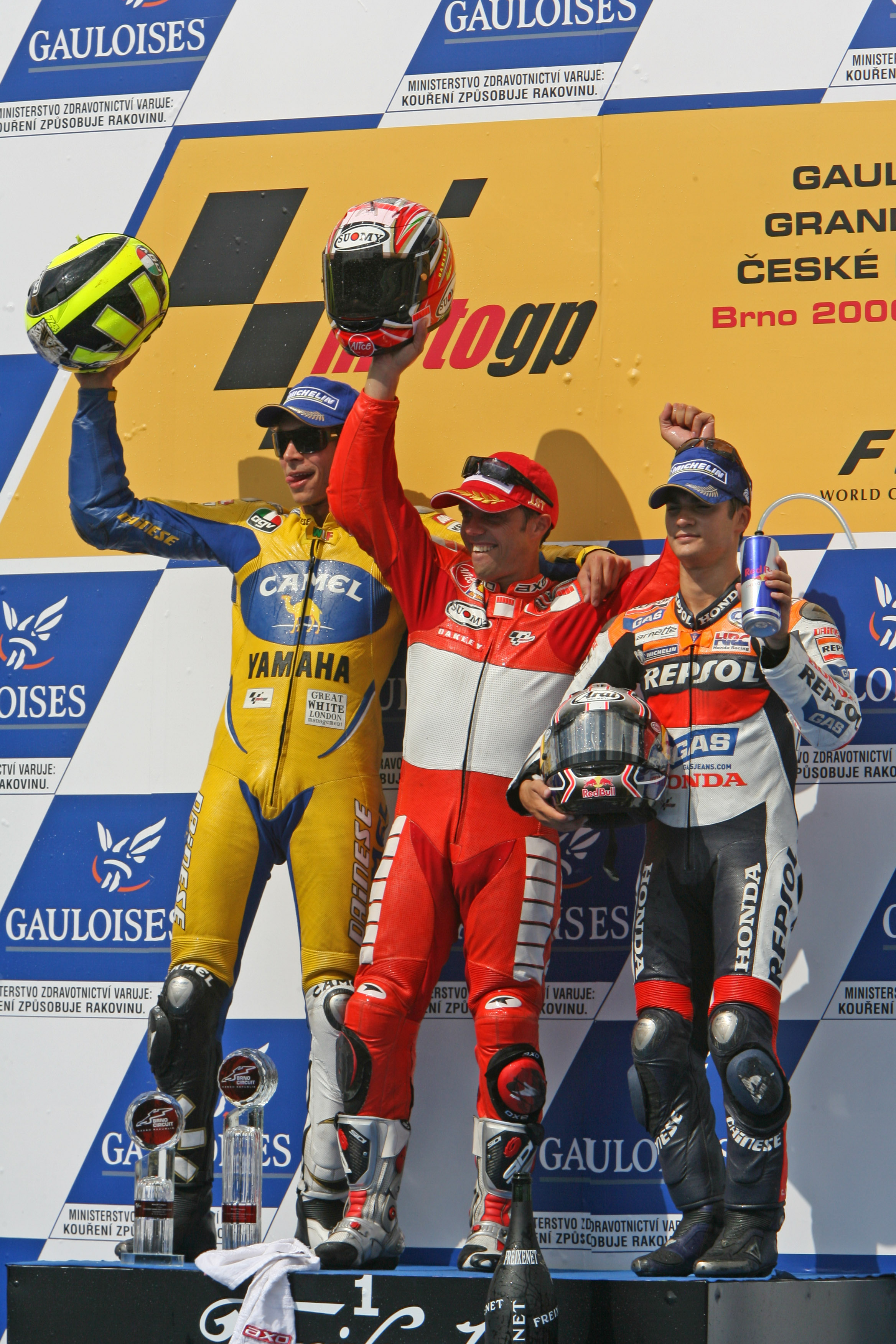
Capirossi sul gradino più alto del podio di Brno nel 2006, tra Rossi e Daniel Pedrosa.

Si presentò al via nel 2005 sempre con la Ducati la quale, nel frattempo, era passata alle gomme Bridgestone; nuovo compagno di squadra era inoltre Carlos Checa. Capirossi ottiene in stagione due podi (terzo in Italia e secondo in Repubblica Ceca) e vince poi il Gran Premio del Giappone e quello della Malesia. Un grave incidente accadutogli in Australia lo tenne fermo due gare (Australia e Turchia) e gli impedì di piazzarsi in classifica finale oltre il sesto posto con 157 punti. Nel corso della stagione fa registrare anche tre pole position (Giappone, Malesia e Qatar).
Nel 2006, in cui ci fu un nuovo avvicendamento ai box con Sete Gibernau quale nuovo compagno, Capirossi si aggiudica la prima gara della stagione a Jerez (Spagna), risultando primo nelle prove e in gara. Nella seconda prova, quella del Gran Premio del Qatar, arriva terzo. Durante la partenza del Gran Premio di Catalogna in un incidente, in cui sono stati coinvolti anche Melandri e Gibernau, riporta vari infortuni ed è costretto ad accontentarsi di un quindicesimo posto nella gara successiva ad Assen, in cui è ancora condizionato dai postumi di Barcellona. Nonostante questo, il 20 agosto ha vinto sul circuito di Brno; si ripete in Giappone, dove fa segnare anche la pole position. Finisce il campionato in terza posizione con 229 punti, a 23 lunghezze dall'iridato Nicky Hayden e precedendo di un solo punto Marco Melandri, superato in classifica proprio nell'ultima gara a Valencia quando Capirossi ottiene il secondo posto dietro al vincitore, Bayliss, fresco campione del mondo della Superbike e frettolosamente chiamato da Ducati a sostituire l'infortunato Gibernau. Gli altri podi furono: secondo in Francia, Italia e Malesia.
Nel 2007 Capirossi affronta il suo quinto anno a Borgo Panigale, il primo in cui la cilindrata della MotoGP è stata abbassata, per regolamento, a 800cc. Mentre il suo nuovo compagno di squadra Casey Stoner, partito in sordina, comincia a fare incetta di vittorie fino a conquistare il titolo mondiale, Capirossi incontra parecchie difficoltà di adattamento alla nuova moto e i risultati tardano a venire: al termine della stagione ha conquistato tre podi (terzo in Turchia, secondo in Germania e Australia) e una sola vittoria in Giappone, gara dove cambia la moto per primo nel rito del flag to flag per le mutate condizioni meteorologiche; proprio in questa gara il suo compagno si laurea campione del mondo. Al termine della stagione Capirossi è settimo in classifica con 166 punti.

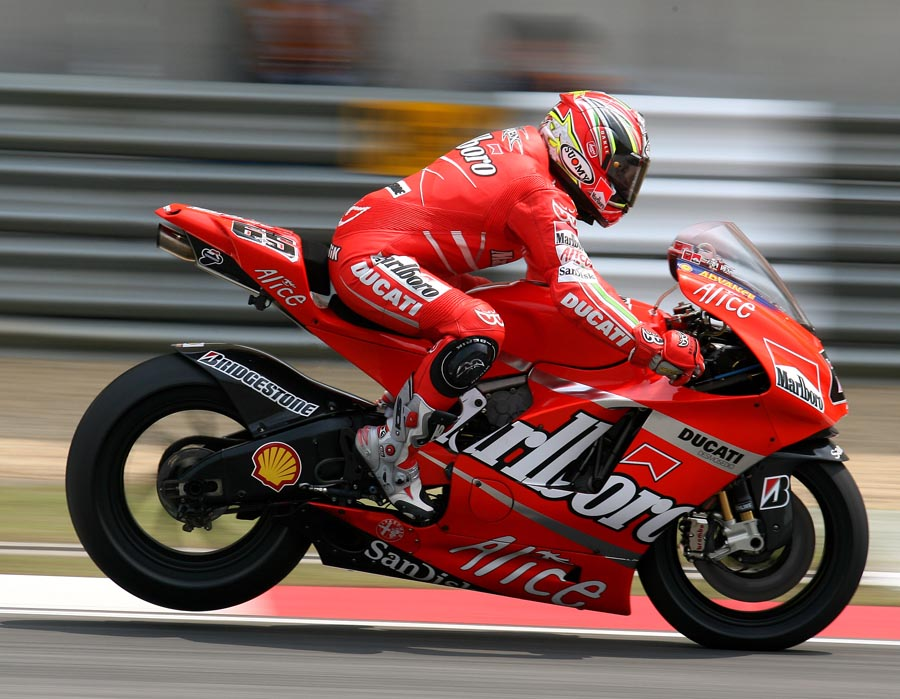
Capirossi in frenata sulla Desmosedici del team Ducati Marlboro nel 2007.

Il 16 agosto 2007, dal Circuito di Brno, Capirossi annuncia ufficialmente il suo congedo a fine anno dalla Ducati, dopo aver trascorso 5 stagioni in sella alle moto della casa di Borgo Panigale.

#### L'epilogo della carriera
Nel 2008 passa al team Rizla Suzuki MotoGP. Anche in questa stagione il suo rendimento in pista è condizionato da un infortunio, Capirossi infatti si rompe la clavicola per due volte, saltando i GP di Gran Bretagna e Olanda. Torna però alla ribalta classificandosi terzo nel gp della Repubblica Ceca. Chiude la stagione con 118 punti in classifica generale nella quale si classifica decimo, con 10 punti in meno del compagno di squadra Chris Vermeulen, rispetto al quale però ha corso 2 gare in meno per via dell'infortunio.
Capirossi è confermato dalla Suzuki per la stagione 2009 e termina al nono posto con 110 punti, ottenendo come miglior risultato quattro quinti posti (Italia, Catalogna, Repubblica Ceca e San Marino). Nella nuova stagione Capirossi festeggia la sua trecentesima presenza nel motomondiale nella gara inaugurale in Qatar.
Nel 2010 è costretto a saltare il GP d'Aragona a causa di lesioni rimediate al mignolo della mano sinistra durante il precedente GP di San Marino e il Gran Premio d'Australia a causa dello stiramento dell'adduttore della gamba sinistra rimediato nelle qualifiche del GP. Ottiene come miglior risultato un settimo posto in Catalogna e termina la stagione al 16º posto con 44 punti.

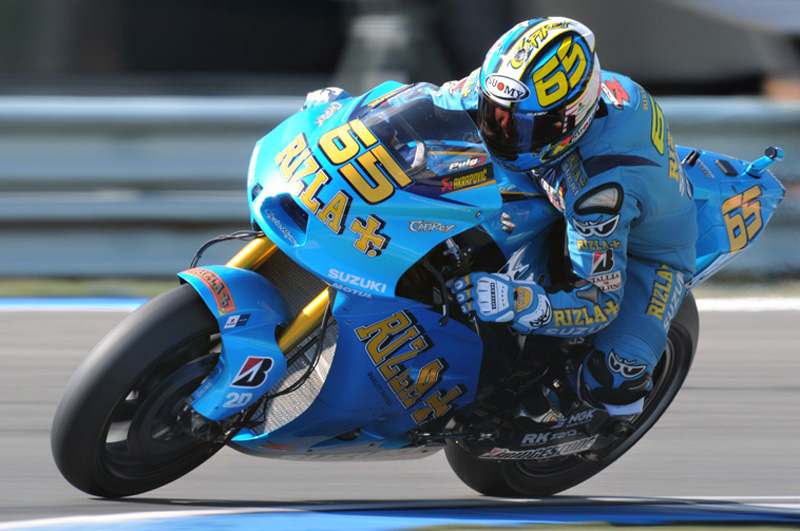
Capirossi ad Assen nel 2010, in piega a bordo della Suzuki GSV-R.

Per la stagione 2011 passa al team Pramac Racing, con compagno di squadra Randy de Puniet. Ottiene come miglior risultato tre noni posti (Catalogna, Australia e Comunità Valenciana) e termina la stagione al 17º posto con 43 punti. In questa stagione è costretto a saltare i Gran Premi d'Olanda, Italia e Germania a causa della frattura della nona e della decima costola e per una forte contusione alla spalla destra rimediate durante le qualifiche del GP d'Olanda. Il 1º settembre 2011 annuncia a Misano il suo ritiro dalle corse al termine della stagione. Durante il Gran Premio d'Aragona, in seguito a un incidente con Toni Elías, riporta un trauma cranico e una lussazione alla spalla destra già lussata. Per questo motivo non prende parte al Gran Premio del Giappone, dove viene sostituito da Damian Cudlin.
Come già annunciato, chiude la sua carriera il 6 novembre 2011 al GP della Comunità Valenciana, correndo la sua ultima gara con il numero 58 (in luogo del suo "classico" 65) in onore del collega e amico Marco Simoncelli, morto in pista nel gran premio precedente.

## Dopo il ritiro
Dal marzo 2014 al novembre 2015 è stato opinionista per Sky Sport.
Il 10 gennaio 2017 entra a far parte della Direzione Gara della MotoGP come rappresentante della Dorna.

## Risultati nel motomondiale
| 1990 | Classe | Moto  |   |    |   |   |   |   |   |     |   |   |   |   |     |   |   |  |  |  | Punti | Pos. |
| ---- | ------ | ----- | - | -- | - | - | - | - | - | --- | - | - | - | - | --- | - | - |  |  |  | ----- | ---- |
| 1990 | 125    | Honda | 6 | NE | 7 | 3 | 3 | 2 | 2 | Rit | 2 | 4 | 1 | 7 | Rit | 1 | 1 |  |  |  | 182   | 1º   |

| 1991 | Classe | Moto  |   |   |    |   |   |   |   |   |   |   |   |   |   |    |   |  |  |  | Punti     | Pos. |
| ---- | ------ | ----- | - | - | -- | - | - | - | - | - | - | - | - | - | - | -- | - |  |  |  | --------- | ---- |
| 1991 | 125    | Honda | 3 | 1 | NE | 3 | 2 | 2 | 6 | 1 | 2 | 1 | 1 | 2 | 2 | NE | 1 |  |  |  | 200 (225) | 1º   |

| 1992 | Classe | Moto  |   |     |   |    |   |     |   |   |     |     |   |   |   |  |  |  |  |  | Punti | Pos. |
| ---- | ------ | ----- | - | --- | - | -- | - | --- | - | - | --- | --- | - | - | - |  |  |  |  |  | ----- | ---- |
| 1992 | 250    | Honda | 9 | Rit | 9 | 11 | 9 | Rit | 9 | 8 | Rit | Rit | 7 | 7 | 5 |  |  |  |  |  | 27    | 12º  |

| 1993 | Classe | Moto  |     |    |    |    |   |   |   |     |   |   |   |   |   |   |  |  |  |  | Punti | Pos. |
| ---- | ------ | ----- | --- | -- | -- | -- | - | - | - | --- | - | - | - | - | - | - |  |  |  |  | ----- | ---- |
| 1993 | 250    | Honda | Rit | 12 | 10 | 10 | 2 | 2 | 1 | Rit | 1 | 2 | 5 | 2 | 1 | 5 |  |  |  |  | 193   | 2º   |

| 1994 | Classe | Moto  |   |   |   |     |   |   |     |   |   |   |     |     |   |   |  |  |  |  | Punti | Pos. |
| ---- | ------ | ----- | - | - | - | --- | - | - | --- | - | - | - | --- | --- | - | - |  |  |  |  | ----- | ---- |
| 1994 | 250    | Honda | 3 | 3 | 2 | Rit | 1 | 1 | Rit | 3 | 1 | 1 | Rit | Rit | 5 | 2 |  |  |  |  | 199   | 3º   |

| 1995 | Classe | Moto  |   |     |     |   |   |   |   |    |   |   |   |   |   |  |  |  |  |  | Punti | Pos. |
| ---- | ------ | ----- | - | --- | --- | - | - | - | - | -- | - | - | - | - | - |  |  |  |  |  | ----- | ---- |
| 1995 | 500    | Honda | 8 | Rit | Rit | 6 | 6 | 9 | 4 | NP | 4 | 4 | 9 | 5 | 3 |  |  |  |  |  | 108   | 6º   |

| 1996 | Classe | Moto   |     |   |     |   |     |     |     |    |   |   |   |     |   |    |   |  |  |  | Punti | Pos. |
| ---- | ------ | ------ | --- | - | --- | - | --- | --- | --- | -- | - | - | - | --- | - | -- | - |  |  |  | ----- | ---- |
| 1996 | 500    | Yamaha | Rit | 3 | Rit | 4 | Rit | Rit | Rit | 12 | 6 | 8 | 5 | Rit | 9 | 12 | 1 |  |  |  | 98    | 10º  |

| 1997 | Classe | Moto    |     |    |     |   |   |   |   |     |   |   |   |     |   |    |    |  |  |  | Punti | Pos. |
| ---- | ------ | ------- | --- | -- | --- | - | - | - | - | --- | - | - | - | --- | - | -- | -- |  |  |  | ----- | ---- |
| 1997 | 250    | Aprilia | Rit | 11 | Rit | 3 | 4 | 4 | 3 | Rit | 5 | 4 | 3 | Rit | 5 | 14 | NP |  |  |  | 116   | 6º   |

| 1998 | Classe | Moto    |   |   |   |   |   |   |     |   |   |   |   |   |   |   |  |  |  |  | Punti | Pos. |
| ---- | ------ | ------- | - | - | - | - | - | - | --- | - | - | - | - | - | - | - |  |  |  |  | ----- | ---- |
| 1998 | 250    | Aprilia | 7 | 5 | 1 | 4 | 3 | 3 | Rit | 1 | 4 | 2 | 2 | 3 | 2 | 2 |  |  |  |  | 224   | 1º   |

| 1999 | Classe | Moto  |   |   |   |     |    |  |   |   |   |   |   |   |   |   |   |     |  |  | Punti | Pos. |
| ---- | ------ | ----- | - | - | - | --- | -- |  | - | - | - | - | - | - | - | - | - | --- |  |  | ----- | ---- |
| 1999 | 250    | Honda | 1 | 3 | 3 | Rit | SQ |  | 1 | 2 | 2 | 7 | 1 | 3 | 6 | 5 | 3 | Rit |  |  | 209   | 3º   |

| 2000 | Classe | Moto  |   |     |    |   |   |   |   |   |   |   |   |    |     |     |   |   |  |  | Punti | Pos. |
| ---- | ------ | ----- | - | --- | -- | - | - | - | - | - | - | - | - | -- | --- | --- | - | - |  |  | ----- | ---- |
| 2000 | 500    | Honda | 3 | Rit | 12 | 6 | 8 | 1 | 6 | 3 | 4 | 6 | 5 | 13 | Rit | Rit | 8 | 2 |  |  | 154   | 7º   |

| 2001 | Classe | Moto  |   |   |   |   |   |   |   |    |   |   |   |     |   |   |   |   |  |  | Punti | Pos. |
| ---- | ------ | ----- | - | - | - | - | - | - | - | -- | - | - | - | --- | - | - | - | - |  |  | ----- | ---- |
| 2001 | 500    | Honda | 8 | 2 | 8 | 7 | 2 | 3 | 3 | 10 | 8 | 3 | 2 | Rit | 3 | 3 | 2 | 5 |  |  | 210   | 3º   |

| 2002 | Classe | Moto  |   |   |   |   |   |   |     |     |     |   |     |   |   |   |     |     |  |  | Punti | Pos. |
| ---- | ------ | ----- | - | - | - | - | - | - | --- | --- | --- | - | --- | - | - | - | --- | --- |  |  | ----- | ---- |
| 2002 | MotoGP | Honda | 9 | 3 | 4 | 7 | 6 | 6 | Rit | Inf | Inf | 6 | Rit | 5 | 3 | 9 | Rit | Rit |  |  | 109   | 8º   |

| 2003 | Classe | Moto   |   |     |     |     |   |   |   |   |   |     |   |   |   |   |   |   |  |  | Punti | Pos. |
| ---- | ------ | ------ | - | --- | --- | --- | - | - | - | - | - | --- | - | - | - | - | - | - |  |  | ----- | ---- |
| 2003 | MotoGP | Ducati | 3 | Rit | Rit | Rit | 2 | 1 | 6 | 4 | 4 | Rit | 3 | 6 | 8 | 6 | 2 | 3 |  |  | 177   | 4º   |

| 2004 | Classe | Moto   |   |    |    |   |    |   |   |     |   |   |   |     |     |   |   |   |  |  | Punti | Pos. |
| ---- | ------ | ------ | - | -- | -- | - | -- | - | - | --- | - | - | - | --- | --- | - | - | - |  |  | ----- | ---- |
| 2004 | MotoGP | Ducati | 6 | 12 | 10 | 8 | 10 | 8 | 4 | Rit | 7 | 5 | 7 | Rit | Rit | 6 | 3 | 9 |  |  | 117   | 9º   |

| 2005 | Classe | Moto   |    |   |    |   |   |    |    |    |   |   |   |   |   |    |     |     |   |  | Punti | Pos. |
| ---- | ------ | ------ | -- | - | -- | - | - | -- | -- | -- | - | - | - | - | - | -- | --- | --- | - |  | ----- | ---- |
| 2005 | MotoGP | Ducati | 13 | 9 | 12 | 7 | 3 | 12 | 10 | 10 | 6 | 9 | 2 | 1 | 1 | 10 | Inf | Inf | 7 |  | 157   | 6º   |

| 2006 | Classe | Moto   |   |   |   |   |   |   |     |    |   |   |   |   |   |   |   |    |   |  | Punti | Pos. |
| ---- | ------ | ------ | - | - | - | - | - | - | --- | -- | - | - | - | - | - | - | - | -- | - |  | ----- | ---- |
| 2006 | MotoGP | Ducati | 1 | 3 | 6 | 8 | 2 | 2 | Rit | 15 | 9 | 5 | 8 | 1 | 2 | 7 | 1 | 12 | 2 |  | 229   | 3º   |

| 2007 | Classe | Moto   |     |    |   |   |   |   |   |     |     |   |     |   |   |   |   |   |    |   | Punti | Pos. |
| ---- | ------ | ------ | --- | -- | - | - | - | - | - | --- | --- | - | --- | - | - | - | - | - | -- | - | ----- | ---- |
| 2007 | MotoGP | Ducati | Rit | 12 | 3 | 6 | 8 | 7 | 6 | Rit | Rit | 2 | Rit | 6 | 5 | 9 | 1 | 2 | 11 | 5 | 166   | 7º   |

| 2008 | Classe | Moto   |   |   |   |   |   |   |     |     |     |   |    |   |   |    |   |    |   |   | Punti | Pos. |
| ---- | ------ | ------ | - | - | - | - | - | - | --- | --- | --- | - | -- | - | - | -- | - | -- | - | - | ----- | ---- |
| 2008 | MotoGP | Suzuki | 8 | 5 | 9 | 9 | 7 | 7 | Rit | Inf | Inf | 7 | 15 | 3 | 7 | 16 | 6 | 10 | 7 | 9 | 118   | 10º  |

| 2009 | Classe | Moto   |     |   |   |   |   |   |   |     |    |    |   |   |   |     |    |   |    |  | Punti | Pos. |
| ---- | ------ | ------ | --- | - | - | - | - | - | - | --- | -- | -- | - | - | - | --- | -- | - | -- |  | ----- | ---- |
| 2009 | MotoGP | Suzuki | Rit | 7 | 6 | 8 | 5 | 5 | 9 | Rit | 11 | 11 | 5 | 7 | 5 | Rit | 12 | 9 | 14 |  | 110   | 9º   |

| 2010 | Classe | Moto   |   |     |     |    |     |    |   |    |    |     |    |     |     |     |     |     |    |     | Punti | Pos. |
| ---- | ------ | ------ | - | --- | --- | -- | --- | -- | - | -- | -- | --- | -- | --- | --- | --- | --- | --- | -- | --- | ----- | ---- |
| 2010 | MotoGP | Suzuki | 9 | Rit | Rit | 10 | Rit | 13 | 7 | 11 | 10 | Rit | 11 | Rit | Inf | Rit | Rit | Inf | 13 | Rit | 44    | 16º  |

| 2011 | Classe | Moto   |     |    |    |     |   |    |    |     |     |    |    |     |     |     |     |   |    |   | Punti | Pos. |
| ---- | ------ | ------ | --- | -- | -- | --- | - | -- | -- | --- | --- | -- | -- | --- | --- | --- | --- | - | -- | - | ----- | ---- |
| 2011 | MotoGP | Ducati | Rit | 11 | 12 | Rit | 9 | 10 | NP | Inf | Inf | 12 | 13 | Rit | Rit | Rit | Inf | 9 | AN | 9 | 43    | 17º  |

| Legenda | 1º posto        | 2º posto            | 3º posto            | A punti      | Senza punti        | Grassetto – Pole position Corsivo – Giro più veloce |
| Legenda | Gara non valida | Non qual./Non part. | Ritirato/Non class. | Squalificato | '-' Dato non disp. | Grassetto – Pole position Corsivo – Giro più veloce |